# Martin Petrov
Martin Petyov Petrov - em búlgaro Мартин Петьов Петров (Vratsa, 15 de janeiro de 1979) - é um ex-futebolista búlgaro, que atuava como meia. 

## Carreira
Petrov foi um dos principais jogadores búlgaros na década de 90 e 00, jogando nos principais centros europeus, como Alemanha, Espanha e Inglaterra. 
Possui maior destaque suas passagens pelo Wolfburg e Bolton.

## Seleção
Pela seleção participou da Eurocopa de 2004 em Portugal.[carece de fontes?]